# Artaserse (Ferradini)
Artaserse és una òpera en tres actes composta per Antonio Ferradini sobre un llibret italià de Pietro Metastasio. S'estrenà a Forlì el 1752. A Catalunya s'estrenà el 4 de novembre de 1754 al Teatre de la Santa Creu de Barcelona.